# Parco nazionale dello Tsavo
Il parco nazionale dello Tsavo è un'area naturale protetta del Kenya.

## Territorio
Con una superficie complessiva di 21.812 km², lo Tsavo è il più grande parco naturale del paese. Appartiene a un sistema di parchi adiacenti che include il parco nazionale delle colline Chyulu, la riserva naturale di Ngai Ndethia e la riserva naturale di South Kitui, per una superficie totale complessiva di oltre 23.000 km² (pari all'intera Toscana). Il parco fu aperto nell'aprile del 1948 e nel maggio dello stesso anno venne suddiviso, ai fini amministrativi, in parco nazionale dello Tsavo orientale (Tsavo East National Park) e parco nazionale dello Tsavo occidentale (Tsavo West National Park). I due parchi sono divisi dalla strada che va da Nairobi a Mombasa (la A109) e dalla ferrovia, parte della Uganda Railway costruita dagli inglesi alla fine del XIX secolo. Entrambi sono amministrati dal Kenya Wildlife Service. Il centro abitato più vicino è il villaggio di Voi, nella contea di Taita-Taveta, Coast Province. Il parco prende il nome dal fiume Tsavo, che lo attraversa.
A sud, è contiguo al Parco nazionale di Mkomazi, in Tanzania, costituendo un'area protetta unica per la tutela dei movimenti migratori degli elefanti, degli orici e delle zebre durante la stagione delle piogge: l'unione dei due parchi costituisce uno dei maggiori e più importanti ecosistemi protetti del pianeta.

## Geografia e ambiente

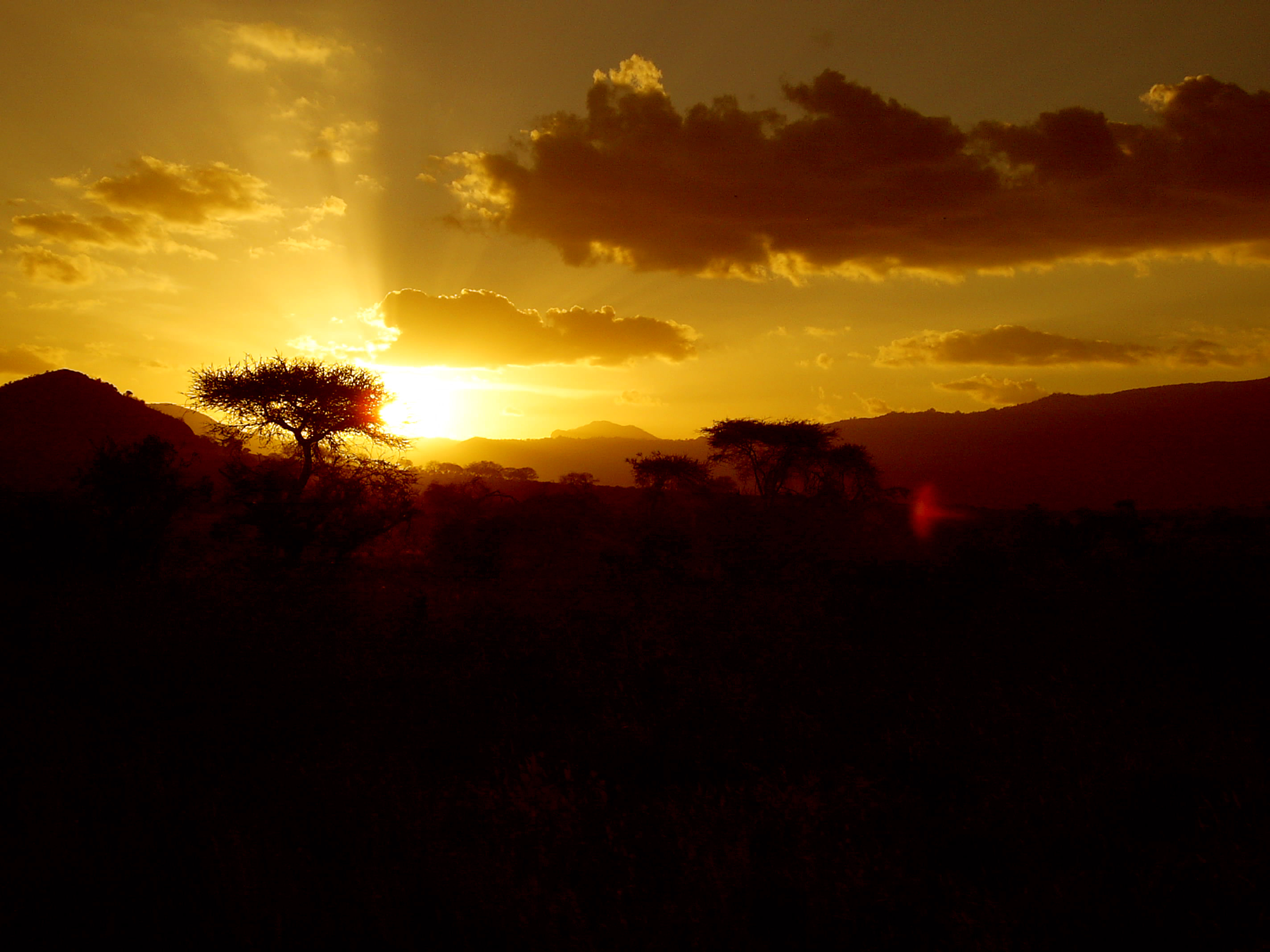
Tramonto sullo Tsavo est

Il parco include diversi tipi di habitat. Tsavo est è principalmente pianeggiante, con grandi aree di savana attraversate dal fiume Galana, unione dello Tsavo e dell'Athi. Il rilievo principale è l'altopiano di Yatta, che con i suoi 190 km di lunghezza rappresenta la più grande superficie lavica del mondo; è stato creato dall'attività del vulcano Ol Doinyo Sabuk. Tsavo ovest è più montagnoso e umido, con pianure alluvionali e un lago, il Jipe, nel parco si trovano anche le sorgenti di Mzima. Le Cascate Lugard sono in effetti un sistema di rapide formate dal Galana, e prendono il nome da Frederick Lugard.
A causa della sua eccezionale biodiversità, il parco viene considerato una delle riserve naturali più preziose del mondo, e costituisce una delle maggiori attrazioni turistiche del Kenya. Due terzi della parte orientale (Tsavo est) sono interdetti ai turisti e riservati alla sola ricerca scientifica.

## Popolazione
Il gruppo etnico più diffuso nella zona dello Tsavo è quello dei Wakamba.

## Flora
Nel parco possiamo trovare arbusti, baobab, foreste pluviali, palme e vegetazioni locali.

## Fauna

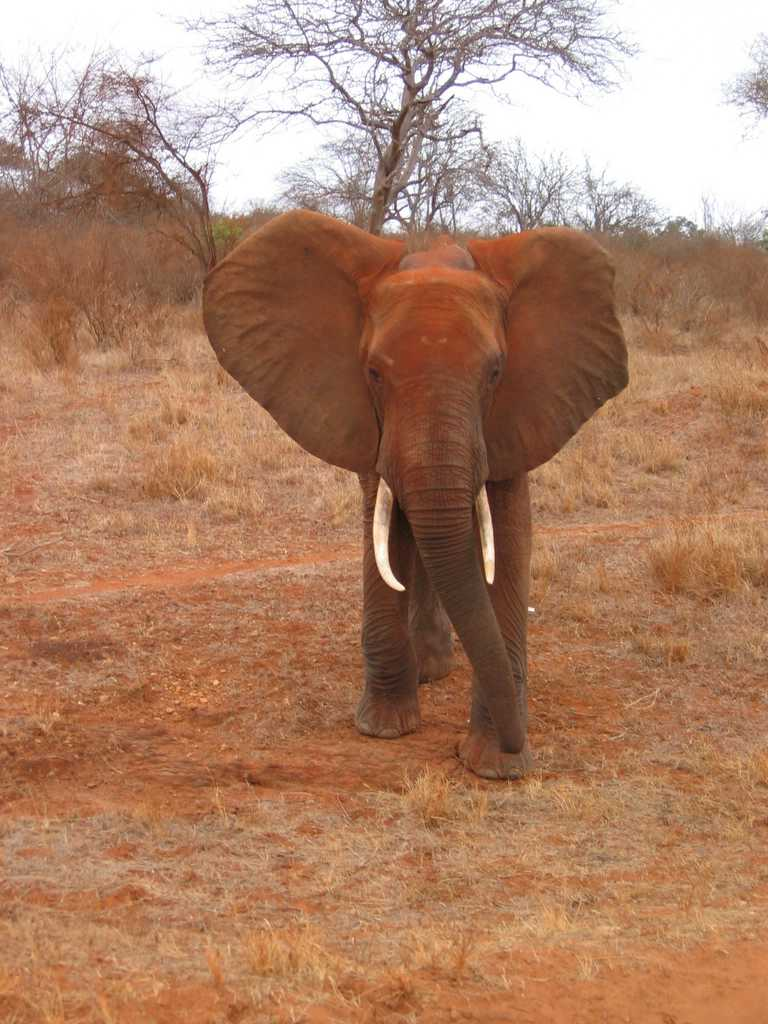
Un elefante dello Tsavo ovest

La fauna è più abbondante e varia nello Tsavo est. Fra le numerosissime specie endemiche africane ospitate dal parco si possono citare sciacalli, babbuini gialli, bufali, civette africane, dik-dik, galagoni, tragelafi striati, caracal, gatti selvatici, ghepardi, licaoni, ghiri africani, celalofi azzurri, silvicapre, eland, elefanti, otocioni, genette, gerenuk, giraffe masai, lepri africane, lepri saltatrici del Capo, alcelafi di Coke, ricci dell'Africa orientale, iene maculate, iene striate, procavie, procavie arboricole, impala, protele crestato, saltarupi, cudù minori, leopardi, leoni, manguste, manguste nane, clorocebi, scimmie di Sykes, orici, pangolini, istrici, topi del bambù, ratti giganti, eterocefali glabri, tassi del miele, cervicapre redunche, rinoceronti neri, serval, scoiattoli di terra, suni, facoceri, antilopi d'acqua, zebre comuni, zebre di Grévy e damalischi di Hunter.  La vastissima avifauna include struzzi, uccelli tessitori, martin pescatori, segretari e aironi.